# Distraction
(Il concorrente in video prima di cimentarsi nella sua azione.)
Distraction è stato un programma televisivo di prima serata nel genere gioco a premi, nonché la versione italiana dell'omonimo format inglese della Channel 4, andato in onda su Italia 1 per tre edizioni dal 21 marzo 2006 al 26 novembre 2007.
Fu condotto nella prima e nella terza edizione da Teo Mammucari mentre nella seconda da Enrico Papi, i quali sono coaudivati da una soubrette straniera in veste di valletta, diversa per ciascuna edizione: nella prima (dal 21 marzo al 9 maggio 2006) dalla cilena Gabriela Barros Tapia, nella seconda (dal 7 gennaio al 18 febbraio 2007) dalla spagnola Natalia Bush, e nella terza ed ultima (dal 15 ottobre al 26 novembre 2007) dalla serba Nina Seničar. In quelle di Teo erano pure presenti Ciccio Graziani come ospite fisso, e Rikishi per una o due puntate in qualità di guest star.
Questo show fece esordire nella televisione nazionale Melita Toniolo, allora concorrente ad una puntata della prima edizione, che verrà definitivamente lanciata da altri programmi Mediaset del tempo (Grande Fratello e Lucignolo in primis).

## Il programma
A ogni puntata di Distraction partecipavano sei concorrenti, scelti dalla sua redazione non tramite provino, bensì sulla esaminazione di brevi filmati amatoriali (mostrati anche nella diretta) dove cui essi compiono creative pazze imprese, senza tuttavia scendere nell'assurdo.
Nella gara vera e propria semplicemente rispondevano a delle domande di cultura generale allo scopo di vincere un'automobile, il premio finale. Quello che dopo ogni manche ha dato meno risposte veniva eliminato.
La particolarità di questa trasmissione era che gli stessi concorrenti, per l'intera durata di una manche, quando si prenotano (al pulsante e non) facevano o subivano la "distrazione", cioè una cosa bizzarra che appunto li distraevano mentre danno la loro affermazione. Variegate furono le distrazioni introdotte in studio a seconda delle manches, tra rompersi l'uovo in fronte, prendere lievemente la scossa, essere solleticati sotto i piedi, toccare un ventilatore acceso col naso, eccetera.
Alla fine, il concorrente aggiudicatore della vettura doveva risponderne ad altre per cercare di mantenerla intatta; se sbaglia, sarà costretto per penalità a romperne delle parti, utilizzando diversi attrezzi, come mazze, pesi o bombe di vernice. Nella seconda edizione a spaccare un elemento dell'auto erano gli sconfitti nel corso della puntata.
Nelle ultime due puntate della prima edizione venne introdotta una variante: il vincitore rispondeva a cinque domande uniche per mantenere intatti cinque premi in oggetto; lo sbaglio comporta l'esplosione a distanza di uno in modo del tutto casuale.
Infine, nella terza edizione, tale prova conclusiva è stata sostituita con il gioco dell'onda, che consisteva nel rispondere solo alla serie di una domanda specifica, ovvero al "Chi è nato prima?"; il concorrente, in caso di quattro errori veniva bagnato con 140 litri d'acqua, oppure inzuppato di una sostanza liquida come cioccolata o salsa di pomodoro.